# Mistr Pavel (opera)
Mistr Pavel (ve slovenském originále Majster Pavol) je opera o dvou částech a pěti obrazech slovenského skladatele Bartolomeje Urbance. Libreto napsaly Jela Krčméryová (Krčméry-Vrteľová) a Alexandra Braxatorisová na fiktivní námět ze života pozdně gotického řezbáře Mistra Pavla z Levoče. Premiéru měla 25. října 1980 v Divadle Jozefa Gregora Tajovského (nyní Štátna opera) v Banské Bystrici.

## Vznik, charakteristika a historie díla
Mistr Pavel je třetí a poslední dokončená opera Bartolomeje Urbance. Stejně jako předchozí (Jitřní paní, Tanec nad pláčem) je v Urbancově díle a v dějinách slovenské opery vůbec příkladem tzv. retrospektivní vlny 70. let 20. století.
Libreto Jely Krčméryové a Alexandry Braxatorisové je původní a patří mezi nejzdařilejší ve slovenské opeře. Uvádí na jeviště slavnou postavu staršího slovenského výtvarného umění, Mistra Pavla z Levoči, o jehož životě je jen velmi málo historických zpráv. Téma opery se dotýká mnoha aspektů umělecké tvorby – vztah umělce k žákům, mecenášům, zákazníkům i méně nadaným konkurentům, ale i nelehkému hledání rovnováhy mezi posedlostí uměním (nebo jinou nadosobní idejí) a požadavky praktického života a mezilidských vztahů. Muzikolog Igor Vajda považuje příběh vyprávěný libretem za „velmi působivý a dramaturgicky skvěle vygradovaný“. Děj má dva vrcholy: umělecký zápas protagonisty vrcholí na konci třetího obrazu ve scéně vzpoury proti sochám jeho triumfem, ale Pavlova snaha najít společnou řeč se svými nejbližšími končí na konci opery porážkou. Běh prolínající se veřejné a soukromé linie děje se občas zastavuje žánrovými obrázky – biblickými hrami tovaryšů a studentů ve druhém obraze, scénou řezbářské dílny ve čtvrtém obraze. Postavy jsou mnohovrstevnatě charakterizované, jazyk je čistý a poetický.
Urbanec zkomponoval operu Mistr Pavel ve svém obvyklém „retrospektivním stylu“, tj. využívá tradiční postupy hudby romantismu a klasicismu, přístupné běžnému posluchači. Muzikoložka Zuzana Marczellová jako jeho charakteristické rysy uvádí „vládu melodie“ a „lyrizující tendence“. Pro tuto operu, jejíž děj se odehrává v 16. století, skladatel studoval a využil rovněž pozdně renesanční hudbu včetně slovenské (levočský Pestrý zborník). Renesanční inspirace se projevuje zejména v některých tanečních pasážích, jako je saltarello na konci druhého obrazu. Mistr Pavel má strukturu číslové opery, tj. s uzavřenými hudebními místy spojenými recitativem. Instrumentace je úsporná a současně barvitá, orchestr hraje často v dialogu či kontrapunktu s zpěváky, spíše než aby jejich zpěv podmalovával.
Na rozdíl od obou předchozích oper neuvedlo Mistra Pavla Slovenské národní divadlo, ale Divadlo J. G. Tajovského v Banské Bystrici. Inscenace, jíž dominoval v titulní úloze barytonista Štefan Babjak, vzbudila zájem obecenstva i kritiky. Režisérka Stanislava Jendrššáková a výtvarník Jozef Ciller pořídili roku 1982 pro Československou televizi Bratislava záznam této opery.
Mistr Pavel je považovaný za Urbancovu nejlepší operu a vůbec jeho vrcholné dílo, předpovědi o zařazení na československý operní repertoár se však nepotvrdily a jiné než banskobystrické divadlo operu nenastudovalo.

## Osoby a první obsazení

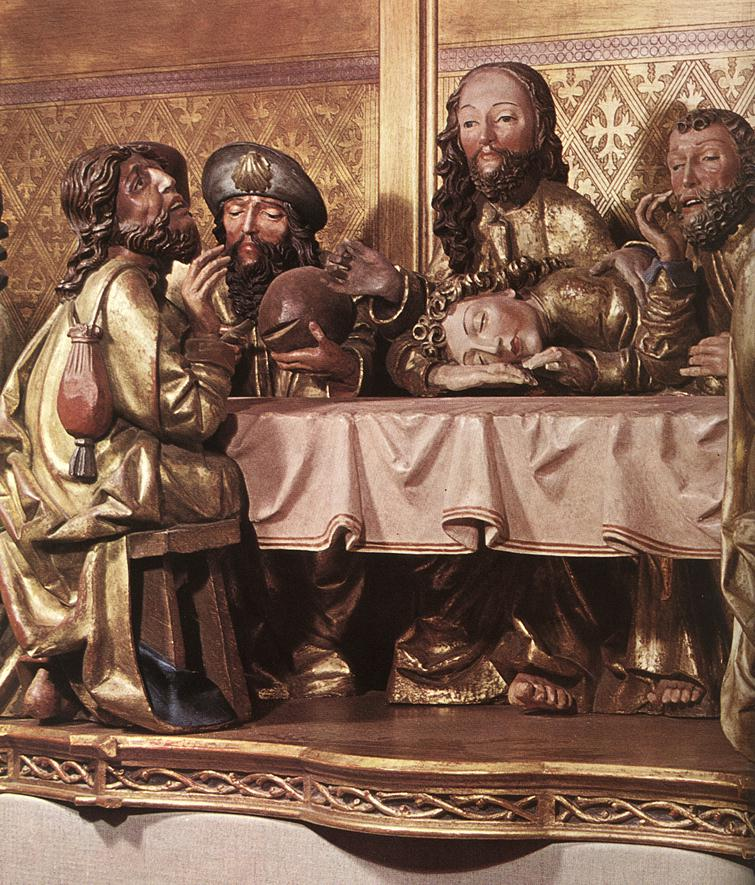
Levočský oltář, dílo Mistra Pavla, detail

| osoba                                      | hlasový obor  | světová premiéra (25.10.1980) |
| ------------------------------------------ | ------------- | ----------------------------- |
| Mistr Pavel                                | baryton       | Štefan Babjak                 |
| Barbora                                    | …             | …                             |
| Ján                                        | …             | …                             |
| Lukáš                                      | tenor         | Ján Zemko                     |
| Dorotka                                    | soprán        | Emília Rothová                |
| Gréta                                      | …             | …                             |
| Korbeľ                                     | bas           | Ján Hadraba                   |
| Rychtář                                    | bas           | Andrej Bystran                |
| Měšťané, řezbářští tovaryši, studenti, lid |               |                               |
| Dirigent:                                  | Dirigent:     | Miroslav Šmíd                 |
| Režie:                                     | Režie:        | Koloman Čillík                |
| Choreografie:                              | Choreografie: | Jozef Zajko                   |
| Scéna:                                     | Scéna:        | Jozef Ciller                  |
| Kostýmy:                                   | Kostýmy:      | Agáta Greššová                |

## Děj opery
Děj opery se odehrává v Levoči v první polovině 16. století vypráví v pěti obrazech smyšlený příběh levočského řezbáře Pavla – velkého umělce, který je však natolik oddán své práci, že své nejbližší nevnímá ani nechápe. Mistr Pavel se vrací do Levoči z cest po cizině a chystá své životní dílo, velký oltář pro městský chrám svatého Jakuba. Má podporu místního rychtáře, ale bohatým levočským měšťanům v čele s purkmistrem Korbeľem, podněcovaným Petrovými závistivci a konkurenty, se jeho umělecké novoty nelíbí. Pavel je však v otázkách svého umění neústupný. – Mistr Pavel vede dílnu plnou řezbářských tovaryšů, z nich nejlepší a jemu nejmilejší je Ján – který je také nejohnivějším zastáncem Mistrova díla. (V průběhu opery vyjde najevo, že je to Pavlův nemanželský syn.) Ve srovnání s vedením dílny jsou pro Pavla starosti jeho rodiny, manželky Barbory a dcer Dorotky a Gréty, bezvýznamné. Nejvíce se mrzí na svého syna Lukáše, který jeho zručnost nezdědil a dává přednost muzicírování před otcovým řemeslem. Měšťané vedou vzpouru proti Pavlovým sochám, ale prostý lid jeho dílo obdivuje a odhalení oltáře se stává Pavlovým uměleckým triumfem. Zaplatí za něj však rozpadem svého soukromého života – Jan zahyne, Gréta odchází z domova, Lukáš definitivně opouští řezbářství a Mistr Pavel zůstává osamocen a opuštěn.